# Ejido Horno de Cal
Ejido Horno de Cal är en ort i Mexiko.   Den ligger i kommunen Hueyapan de Ocampo och delstaten Veracruz, i den sydöstra delen av landet, 500 km öster om huvudstaden Mexico City. Ejido Horno de Cal ligger 76 meter över havet och antalet invånare är 152.
Terrängen runt Ejido Horno de Cal är platt åt sydväst, men åt nordost är den kuperad. Runt Ejido Horno de Cal är det ganska glesbefolkat, med 47 invånare per kvadratkilometer. Närmaste större samhälle är Corral Nuevo, 6,2 km sydväst om Ejido Horno de Cal. Omgivningarna runt Ejido Horno de Cal är en mosaik av jordbruksmark och naturlig växtlighet.